# Wittisheim
Wittisheim – miejscowość i gmina we Francji, w regionie Grand Est, w departamencie Dolny Ren.
Według danych na rok 1990 gminę zamieszkiwało 1631 osób, a gęstość zaludnienia wynosiła 142 osób/km² (wśród 903 gmin Alzacji Wittisheim plasuje się na 170. miejscu pod względem liczby ludności, natomiast pod względem powierzchni na miejscu 209.).